# Akademie věd Albánie

Znak akademie

Akademie věd Albánie (albánsky: Akademia e Shkencave e Shqipërisë) je národní učenou společností Albánie sídlící v Tiraně (adresa: Fan Noli 7). Jde o nejdůležitější albánskou vědeckou instituci. Byla založena roku 1972, z iniciativy historika Alekse Budy, který byl jmenován prvním prezidentem. Hlásí se nicméně k tradici Nové akademie založené ve Voskopojë již roku 1750. Význam akademie věd vzrostl, když pod ní bylo v 80. letech převedeno několik ústavů do té doby podléhajících Tiranské univerzitě. Akademie spravuje též největší vědeckou knihovnu v zemi, Ústřední vědeckou knihovnu. Má též vlastní nakladatelství. Akademie má dvě sekce: Sekci společenských a albanologických věd a Sekci přírodních a technických věd. Spadá pod ní třináct výzkumných institucí. V roce 2007 byla akademie reformována, některé ústavy pak přešly pod univerzity a část si založila vlastní akademickou instituci Centrum albanologických studií.